# شق تينا
شق تينا (بالإنجليزية: Tina's Fissure)‏ هو كهف يقع ضمن أقاليم ما وراء البحار البريطانية في منطقة جبل طارق التابعة للتاج البريطاني.